# Petter Hansson
Petter Hansson ['pɛtɛr 'hɑːnsɔn] (n. 14 decembrie 1976, Söderhamn, Suedia) este un fost fotbalist suedez care a jucat în prima ligă franceză la echipa AS Monaco.